# 피라냐 용액
피라냐 용액(Piranha Solution)은 강력한 탈수제로 알려진 진한 황산과 산화제인 과산화수소를 3:1 ~ 7:1 정도의 비율로 혼합하여 제조하는 용액이다. 강력한 산화력으로 유기화합물을 파괴하는 작용을 할 수 있다. 이와 같은 원리로, 수산화나트륨이나 수산화 포타슘을 에탄올이나 프로판올에 녹여 만든 베이스 배스와 함께 유기물을 다루는 실험실에서 유리 초자를 세척하는 용도로 주로 사용한다.

## 같이 보기
- 왕수
- 크로뮴산